# Susana Beltrán García
Susana Beltrán García (Barcelona, 1966) es una profesora universitaria y política española.

## Biografía
Nacida en Barcelona en 1966, es licenciada en Derecho por la Universidad de Barcelona y doctorada, también en Derecho, por la Universidad Autónoma de Barcelona (UAB). Actualmente es profesora agregada de Derecho Internacional en la UAB y ha publicado numerosos artículos sobre Derecho Internacional en publicaciones especializadas. Entre 2014 y 2015 fue vicepresidenta tercera de Sociedad Civil Catalana, organización civil contraria a la secesión de Cataluña. En las elecciones al Parlamento de Cataluña de 2015 fue octava en las listas de Ciudadanos por Barcelona como independiente y fue elegida diputada.